# Benedetto Manzoli
Benedetto Manzoli (falecido a 26 de agosto de 1585) foi um prelado católico romano que serviu como bispo de Reggio Emilia 1578 a 1585.

## Biografia
No dia 9 de abril de 1578, Benedetto Manzoli foi nomeado bispo de Reggio Emilia durante o papado de Gregório XIII, onde serviu até à sua morte no dia 9 de março de 1578.